# Бокова (Абатський район)
Бо́кова (рос. Бокова) — присілок у складі Абатського району Тюменської області, Росія.
Населення — 122 особи (2010, 143 у 2002).
Національний склад станом на 2002 рік:
- росіяни — 84 %